# Thori(IV) nitrat

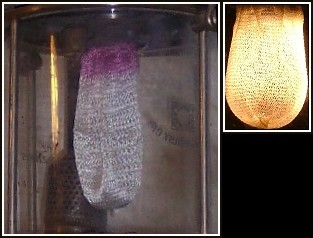
Thori(IV) nitrat được sử dụng trong một bóng đèn

Thori(IV) nitrat là một hợp chất vô cơ có công thức hóa học Th(NO3)4. Là chất rắn màu trắng ở dạng khan, nó có thể ngậm nước để tạo thành nhiều dạng ngậm nước khác nhau, phổ biến hơn là tetrahydrat và pentahydrat. Thori(IV) nitrat có tính phóng xạ yếu.

## Điều chế
Thori(IV) nitrat có thể được điều chế bằng cách cho thori(IV) oxit hoặc thori(IV) hydroxide phản ứng với acid nitric:
{\displaystyle {\mathsf {ThO_{2}+4HNO_{3}\ \xrightarrow {} \ Th(NO_{3})_{4}+2H_{2}O}}}
{\displaystyle {\mathsf {Th(OH)_{4}+4HNO_{3}\ \xrightarrow {} \ Th(NO_{3})_{4}+4H_{2}O}}}
Các dạng hydrat khác nhau của thori(IV) nitrat được tạo ra bằng cách kết tinh hợp chất này trong các điều kiện khác nhau. Khi dung dịch này được pha rất loãng, thori(IV) nitrat bị thủy phân. Mặc dù nhiều loại hydrat đã được báo cáo trong những năm qua và một số nhà cung cấp thậm chí còn tuyên bố dự trữ chúng, nhưng chỉ có dạng tetrahydrat và pentahydrat thực sự tồn tại. Còn hexahydrat, được kết tinh từ một dung dịch trung tính, được cho là muối kiềm.
Pentahydrat là dạng muối ngậm nước phổ biến nhất của thori(IV) nitrat. Nó được kết tinh từ dung dịch acid nitric loãng. Thori(IV) nitrat tetrahydrat, hay Th(NO3)4·4H2O, được tạo thành bằng cách kết tinh từ dung dịch axit nitric mạnh hơn. Nồng độ axit nitric từ 4 đến 59% dẫn đến sự hình thành tetrahydrat. Nguyên tử thori có 12 phối trí, với 4 nhóm nitrat bidentat và 4 phân tử nước được gắn vào mỗi nguyên tử thori.
Để thu được thori(IV) nitrat khan, cần phân hủy nhiệt Th(NO3)4·2N2O5. Sự phân hủy xảy ra ở nhiệt độ 150–160 °C.

## Tính chất
Thori(IV) nitrat khan là chất rắn màu trắng. Nó có liên kết cộng hóa trị với điểm nóng chảy thấp là 55 °C.
Pentahydrat Th(NO3)4·5H2O kết tinh dưới dạng các tinh thể trong suốt không màu trong hệ tinh thể trực thoi. Các hằng số mạng tinh thể a = 11,191, b = 22,889, c = 10,579 Å. Mỗi nguyên tử thori được kết hợp hai lần với mỗi nhóm trong số bốn nhóm nitrat bidentat, và với ba phân tử nước thông qua các nguyên tử oxy của chúng. Tổng cộng thori có 11 phối trí. Ngoài ra còn có hai phân tử nước khác trong cấu trúc tinh thể. Phân tử nước được liên kết với nhau thông qua hydro hoặc với các nhóm nitrat. Mật độ là 2,80 g/cm³. Áp suất hóa hơi của thori(IV) nitrat pentahydrat ở 298 K là 0,7 torr, tăng lên 1,2 torr ở 315 K và ở 341 K, nó lên đến 10,7 torr. Ở 298,15 K nhiệt dung khoảng 114,92 cal·K−1mol−1. Nhiệt dung này giảm xuống rất nhiều ở dưới nhiệt độ đông đặc. Nhiệt tạo thành thori(IV) nitrat pentahydrat ở 298,15 K là −547.0 cal·K−1mol−1. Năng lượng Gibbs tiêu chuẩn của sự hình thành là −556,1 kcalmol−1.
Thori(IV) nitrat có thể hòa tan trong một số dung môi hữu cơ khác nhau, bao gồm rượu, xeton, este và ete.